# Évariste Jonchère
Pour les articles homonymes, voir Jonchère (homonymie).
 (juin 2015).
Évariste Jonchère, né le 8 juillet 1892 à Coulonges-les-Hérolles et mort le 22 février 1956 à Paris, est un sculpteur et peintre français.
Premier grand prix de Rome de sculpture en 1925, son œuvre témoigne de ses multiples voyages. Les inspirations notamment asiatiques et africaines donnent un sens particulier à son travail qui s'inscrit dans la lignée de l'Art déco.

## Biographie

### Prémices d'une carrière artistique: 1892-1912
À Uzerche en Corrèze, Marc Jonchère et Marie-Adélaïde Resnier se marient et donnent naissance à Victor Jules Évariste Jonchère le 8 juillet 1892. L'enfant va baigner dans un milieu artistique entre une mère et un père passionnés par le dessin et la musique. Il sculpte sa première œuvre à Uzerche en 1907.
La famille Jonchère connaît de graves difficultés financières et malgré l'aide du grand père d’Évariste ; ils doivent quitter Uzerche en 1903. La famille Jonchère s'installe à Saint-Mandé. Pour subvenir aux besoins de sa famille et aider sa mère, Évariste Jonchère arrête ses études en 1906 et travaille en tant que groom. Il suit en parallèle des cours de dessin et se fait rapidement  remarquer par ses professeurs. Il entre finalement à l'École des beaux-arts de Paris en 1908 dans l'atelier d'Antonin Mercié. En 1909, son professeur l'inscrit sur la liste des élèves des Beaux-Arts. La même année, il expose pour la première fois au Salon des artistes français le portrait en plâtre de M. Bristol.
En 1911, il quitte Saint-Mandé pour Montmartre où il découvre la vie de bohème et s'installe dans un atelier. Il expose une nouvelle fois au Salon des artistes français en envoyant le Buste de M. Doering-Berthelot.

### Le prix de Rome: 1914-1929
Évariste Jonchère commence son service militaire en 1912 et part au front dans la foulée quand éclate la Première Guerre mondiale. Il ne sculptera pas pendant plus de sept ans. De cette époque subsistent les portraits qu'il fit de ses camarades d'infanterie. Avant de rentrer, il se marie avec sa marraine de guerre Marguerite Grillères. Son retour à Paris est difficile. Il décide de partir, achète une propriété agricole à Lignerolles près de Mirepoix (Ariège) et devient cultivateur. Cependant, il continue de sculpter pour lui et pour les autres et reçoit plusieurs commandes en parallèle de son activité agricole. À l'époque, Jonchère s'efforcera à obtenir le grand prix de Rome, mais ses obligations en tant qu'agriculteur l’empêchent de concrétiser ce projet en 1919, 1921 et 1923.
En 1924, il obtient le second grand prix, qui ne lui suffit pas. Il finit par obtenir le grand prix en 1925 sur le thème de l'illustration des vendanges. En 1925, il devient pensionnaire à la villa Médicis à Rome pour trois ans et quatre mois, durée de la bourse d’étude attribuée aux lauréats. Il y rencontre Louis Fourestier, Odette Pauvert et Alfred Audoul, et y achèvera plusieurs sculptures dont Pasiphae et le taureau.

### Nouvelle vie parisienne: 1930-1932
En 1930, Évariste Jonchère rentre à Paris et s'installe près de la butte Montmartre. Il donne des cours à l’École supérieure des beaux-arts du Havre.
La même année, il rencontre Lucienne Debiol au Salon des Tuileries, laquelle est mariée depuis peu. Ils tombent amoureux. Elle divorce et il en fait autant. En 1931, lors de l'Exposition coloniale, Jonchère reçoit un nombre important de commandes qu'il partagera avec le sculpteur Caudry, rencontré aux Beaux-Arts. La même année, Jonchère concourt pour un prix décerné par la Société coloniale des artistes français attribuant une bourse de voyage de deux ans. Il y présente des peintures réalisées lors de son retour de la villa Médicis, en visitant la Grèce, obtient la bourse et entame un long voyage avec sa compagne. 

### L'Indochine: 1932-1946
Arrivés à Hanoï, il trouve des modèles pour plusieurs de ses sculptures. Ils quittent Hanoï et continuent leur voyage pour arriver jusqu'au Laos où ils rencontrent le roi Sri Savang Vatthana, avec lequel ils se lient d'amitié.
Ils continuent leur voyage au Cambodge où ils rencontrent le roi Norodom Sihanouk. Ils vont ensuite à Saïgon, à Hong Kong, à Pékin, passent par la Corée et la Mongolie. Sur le chemin du retour, ils font escale à Hawaï, Los Angeles et Cuba. Tout au long de ce voyage, l'artiste ne cesse de sculpter et de peindre. Il trouve des modèles et des amis à chacune de ses étapes et réalise une grande partie de son œuvre pendant cette période. 
En 1937, le couple Jonchère est rentré à Paris. Il réalise plusieurs bas-reliefs et statues, notamment Apollon Musagète, pour l'Exposition universelle de cette année. Il travaille également pour le pavillon du Cameroun, pour le pavillon Indochinois et pour celui de l'URSS.
En 1938, il est nommé de directeur de l’École des beaux-arts d’Indochine. Il s’investit beaucoup dans cette nouvelle mission et décide de développer les arts populaires d’Indochine. À Hanoï, il développe l'art de la laque avec Alix AYME. Il ouvre des écoles régionales d'art appliqué au Tonkin, en Cochinchine et au Cambodge, et il va également mettre en place une coopérative pour développer les arts populaires en Indochine. Son action au sein de l’École des beaux-arts crée une symbiose entre l'art occidental et ses techniques et celui de l’Extrême-Orient. En parallèle, il continue de répondre à des commandes et il sculpte notamment Notre Dame de France et d’Indochine.
La Seconde Guerre mondiale a de graves répercussions sur la vie que mène le couple Jonchère. L'École des beaux-arts est bombardée et détruite. Ils échappent tous les deux in extremis à une exécution grâce à son statut d'artiste et fuient l'Asie à bord du paquebot Maréchal Joffre en 1946.

### L'Afrique (1949-1954)

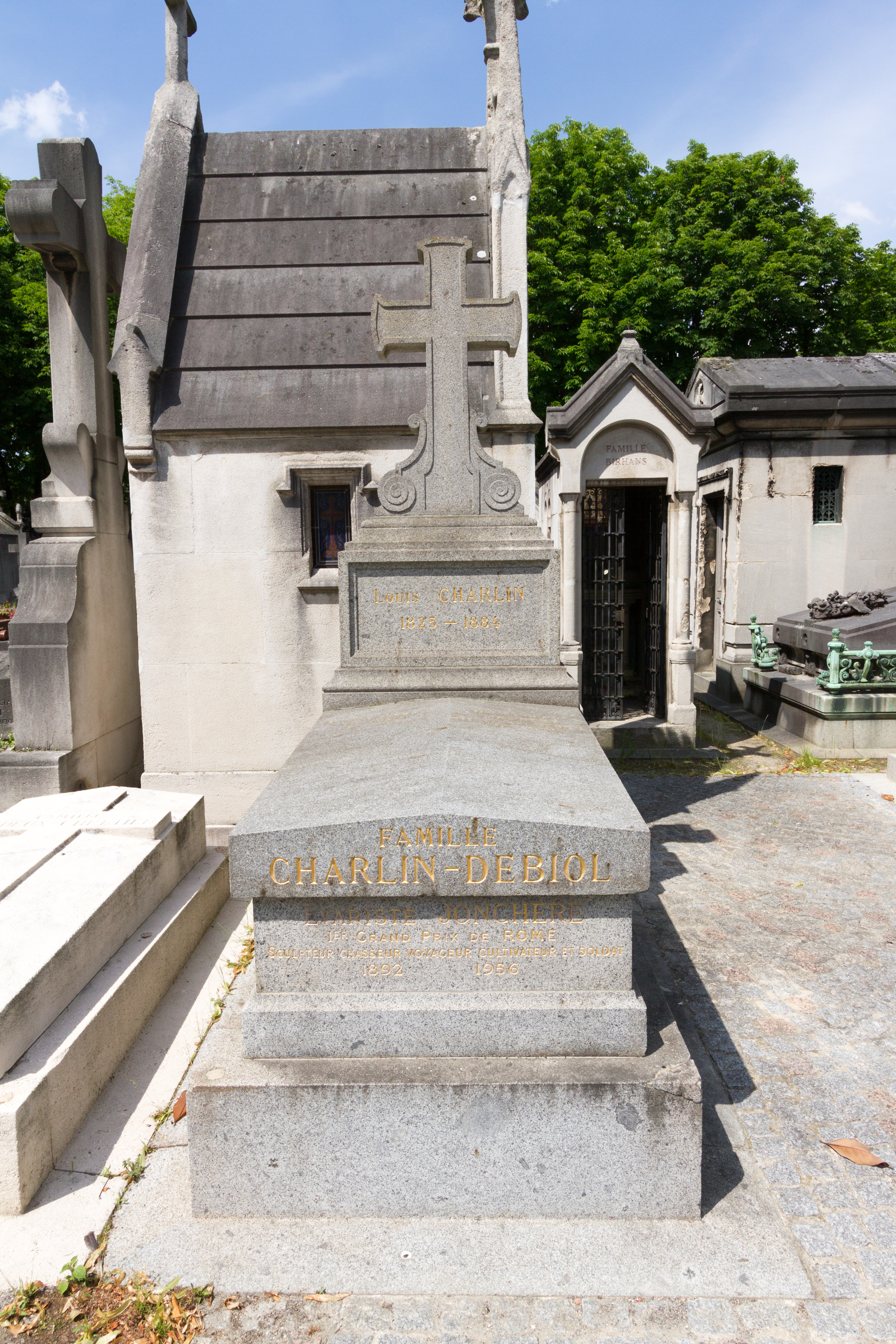
Tombe d'Évariste Jonchère, Paris, cimetière de Passy.

Arrivés en France, ils s’éloignent quelque temps pour cultiver les terres de sa compagne en Haute-Savoie à La Balme dans leur maison « Les Devins ». Évariste Jonchère continue parallèlement la sculpture.
Ils reviennent en Afrique deux ans plus tard. Jonchère travaille sur plusieurs projets notamment un Monument au général Leclerc. Cette statue est accompagnée d'un bas-relief qu’il sculpte sur place à Douala au Cameroun.
Rentré à Paris en 1951, Jonchère est nommé par le Gouverneur général Paul Chauvet en 1952 au poste de directeur de l’école supérieure d'artisanat d'art de Brazzaville au Congo qu'il avait connu à l'Ecole d'Art d'Hanoï. Une fois encore, il développe l'art artisanal local en plus des enseignements de dessin, sculpture, peinture et de nouveau la laque avec Alix Aymé. Comme il l'avait fait dans le passé en Indochine, il met en place une coopérative pour le développement de cet art. Il fit un buste d'Albert Schweitzer ami de Paul Chauvet et à sa demande à Lambaréné. Il érigea un bas-relief à l'entrée de l'hôpital de Brazzaville et de bien d'autres œuvres.
Le couple rentre à Paris en 1954. Jonchère reçoit encore des commandes, mais il est fatigué. Il demande de l'aide pour réussir à achever son travail. Il meurt deux ans après son retour, le 22 février 1956 dans le 6e arrondissement de Paris, ville où il est inhumé au cimetière de Passy (3e division).

## Récompenses
- 1910 : médaille de bronze du groupe artistique de Vincennes.
- 1911 : diplôme du jury de l'exposition des beaux-arts.
- 1924 : second grand prix de Rome pour La Mort et le bûcheron.
- 1925 : premier grand prix de Rome pour Les Vendanges.
- 1928 : médaille d'argent au Salon des artistes français.
- 1930 : médaille d'or au Salon des artistes français pour Pasiphaé et le taureau.
- 1931 : prix de la Société coloniale des artistes français.
- 1932 : prix de l'Indochine.
- 1946 : prix Arthur Le Duc de la meilleure sculpture de l'année pour le Monument au général Leclerc.
- 1951 : grand prix de l'Afrique équatoriale française.
- 1952 : prix Arthur Le Duc pour La Résistance tarentaise.

## Distinctions
Évariste Jonchère est nommé chevalier de l'ordre national de la Légion d'honneur par décret du 12 janvier 1935.

## Réception critique
« Ce que j’ai admiré en Évariste Jonchère, c’est la façon dont il supportait les déceptions que la vie ne lui a pas ménagées et ce qu’il avait à endurer de la stupidité et de la malveillance des hommes. Combien il se montrait grand dans des situations où le commun des mortels nous apparaît dans sa petitesse. » Albert Schweitzer.

## Œuvres
- La Nuit, 1907.
- M. Bristol, 1909.
- M. Marc Jonchère, 1909.
- Daphnis et Chloé, 1912.
- M. Doering Berthelot, 1912.
- Ève après le péché, 1913.
- Mme Marguerite Grillères, 1921.
- Enfant au dindon, 1921.

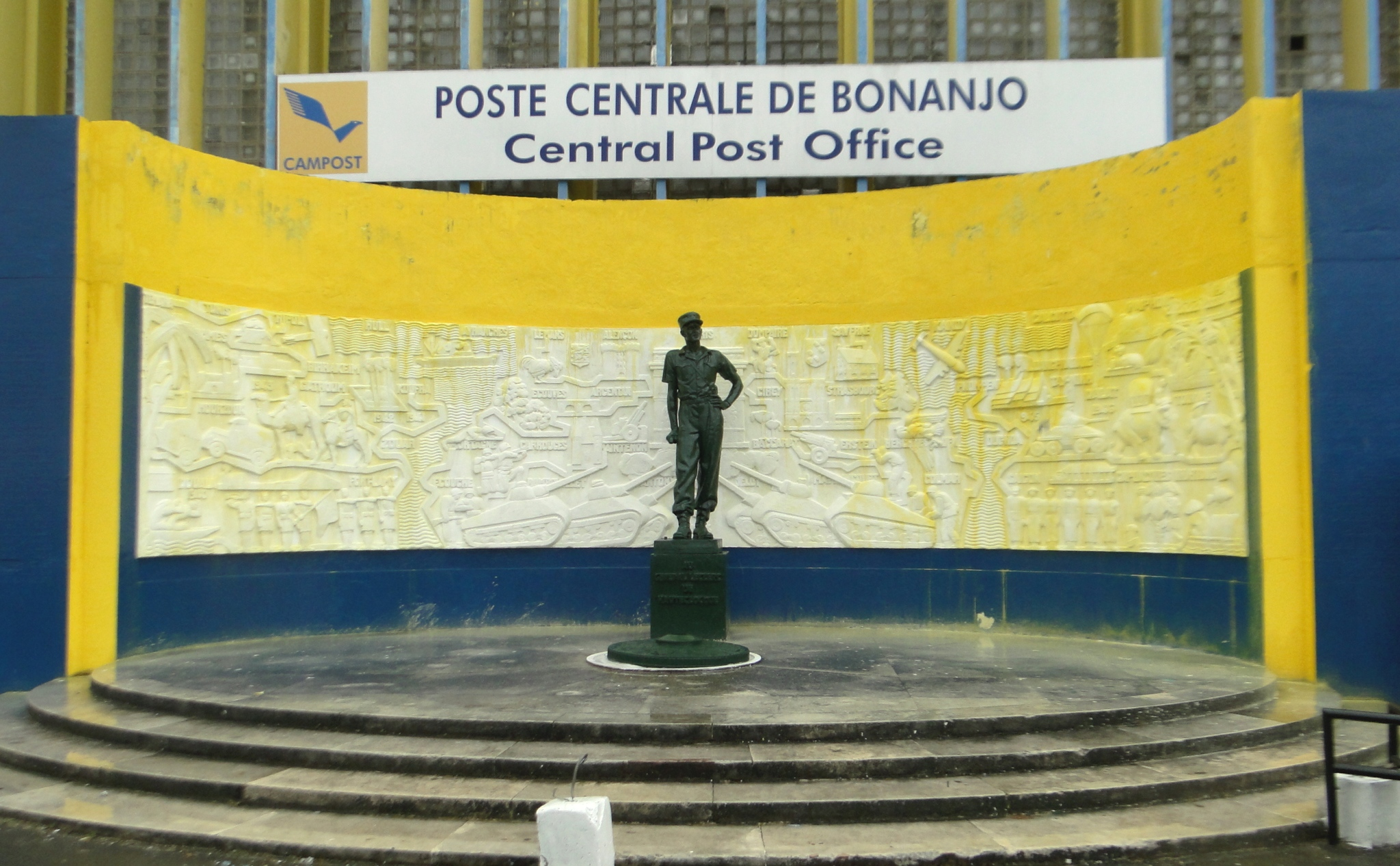
Monument au général Leclerc, 1949, Douala.

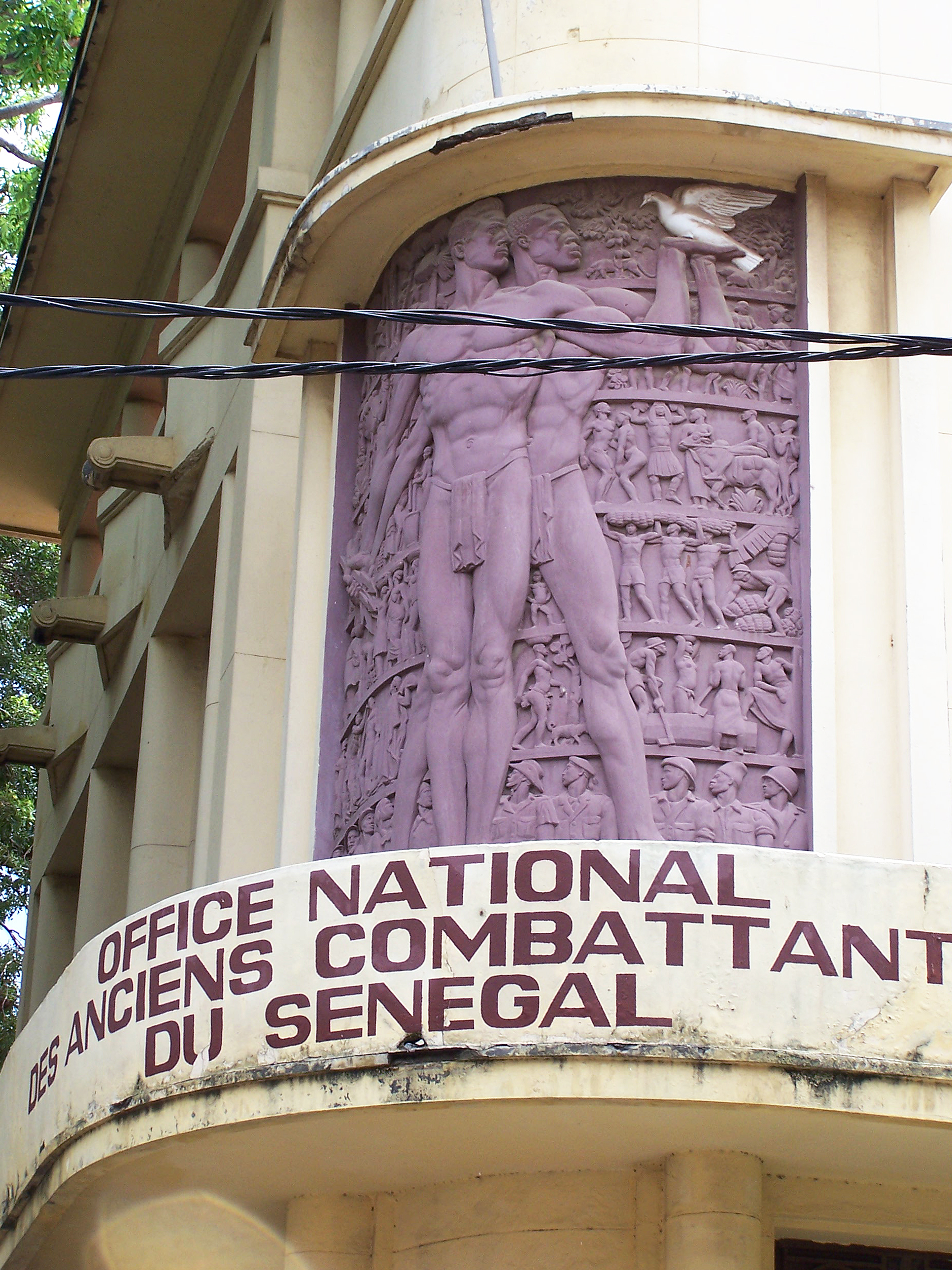
Monuments aux anciens combattants de Dakar, 1950, Dakar.

- Monument aux morts de Blevèze, 1902-1921.
- La Mort et le bûcheron, 1924.
- Les Vendanges, 1925.
- Alfred Audoul, 1926.
- Odette Pauvert.
- Louis Forestier.
- Monument au Dixmude, 1925-1926.
- Éliézer et Rebecca, 1927.
- Adela Carlucci, 1928.
- Femme à la colombe, 1928.
- Adolescente à la fleur, 1928.
- Tête d'Atalante.
- Torse de femme, 1929.
- L'Enfance d'Adonis, 1929.
- Pasiphaé et le Taureau, 1929.
- Mme Dufourcq-Lagelouze, 1930.
- Le Général Messimy, 1931.
- Mme Marc Jonchère, 1930.
- L'Amérique et L'Océanie, 1931.
- La France donne aux colonies, 1931.
- La France reçoit des colonies, 1931.
- Bas-reliefs pour le pavillon de l'AOF, Exposition coloniale internationale de 1931.
- Soldat tirailleur, 1931.
- D'Al-Al, 1931.
- Habib Benglia, 1932.
- M. Viallatoux, 1931.
- Mme Évariste Jonchère Debiol, 1932.
- L'Éducation d'Hippolyte, 1932.
- L'Amour et Vénus endormie, 1931-1932.
- Saint Pierre, 1932.
- Euterpe, 1932.
- M. Sylvain, 1932.
- Georges Groslier, 1932-1935.
- Kilomètre 83, 1933.
- Thi-Haï, 1933.
- Congaïe indochinoise, 1933.
- Fleuve rouge, 1933.
- Chinois fumeur d'opium, 1933-1935.
- Danseuse cambodgienne, 1933-1935.
- Jean-Pierre Martin, 1934.
- Sri Savang Vathana, roi du Laos, 1935.
- Princesse cambodgienne, 1935.
- Jeune laotienne, 1935.
- Porteuse d'offrande laotienne.
- Femme méo, 1935.
- Jeune chasseur moï, 1935.
- Moï bandant son arc, 1935.
- Guerrier méo, 1935.
- Jeune chasseur moï, 1935.
- Réveil de bébé moï, 1934-1936.
- Louis Rollin, 1936.
- Maurice Rollin, 1936.
- Apollon musagète, 1936-1937.
- Homme et singe, 1937.
- Bas-relief pour le pavillon russe, Exposition universelle de 1937.
- Bouddha chinois, 1937.
- Bouddha laotien, 1937.
- Taureau et Toréador, 1937.
- Monument à l'infanterie française, 1937.
- Monument au Docteur Alphonse Vincent, 1937, Sardent, place du Docteur Vincent[3].
- Le Gouverneur général Jules Brévié, 1940.
- Congaïe indochinoise, 1940.
- Paysanne tonkinoise, 1941.
- Mlle Lemaire, 1941.
- Alma Mater, 1942.
- Mme Descours, 1942.
- Mme Guillanton, vers 1943.
- Vierge à l'Enfant, 1943.
- Notre-Dame de France et d'Indochine, 1944.
- Tête de vierge, 1944.
- Norodom Sihanouk, roi du Cambodge, 1944.
- Tonkinoise se coiffant, 1944.
- Jeune femme vietnamienne, torse, 1944.
- Yersin, 1944.
- Allégorie de l'État français, 1944.
- Pax, 1944.
- Mme Parent, Hanoï, 1945.
- Centaure enlevant une femme, 1947.
- Printemps, 1948.
- Tête d'enfant, 1948.
- Arnaud de Villeneuve, 1949.
- Saint Cosme et saint Damien, 1949.
- Métisse sino-bretonne, 1949.
- Monument au général Leclerc, 1949, Douala.
- Monuments aux anciens combattants de Dakar, 1950, Dakar.
- Danseuse africaine, 1950.
- M. Pennahoat, 1950.
- Rythme africain, 1950.
- Jeunes Femmes surprises au bain, vers 1950.
- La Danse, 1950.
- La Musique, 1950.
- Monument à la résistance en Tarentaise, 1952, Moûtiers, square de la Liberté[4].
- Marchande de poisson sénégalaise, 1952.
- Sirène noire, 1952.
- Sirène africaine, 1952.
- Salut d'une Mauritanienne au lever du soleil, 1952.
- Mécanicien africain, 1952.
- Femme de Bouar, 1953.
- Mgr Bessieux, 1954.
- Pasteur, 1954.
- Rabelais, 1954.
- Mowgli et Bagheera, 1955.
- La Comédie, 1955.
- La Musique, 1955.
- Medica Gallia Africae, 1954-1956.
- Monument à Félix Éboué, 1956, Brazzaville.

## Expositions
- 1958 : Paris, exposition rétrospective au Grand Palais, 36 œuvres.
- 1970 : Annecy, musée du château, 60 œuvres.
- 1987 : Poitiers, musée Sainte-Croix, 49 sculptures et neuf peintures.

## Postérité
Lucienne Jonchère a fait des donations, dont un peu plus de 80 œuvres au département de la Haute-Savoie, conservées à Annecy au conservatoire d’Art et d’Histoire de Haute-Savoie, en échange de l’exposition permanente d'une partie de ces œuvres, et également à Boulogne-Billancourt au musée des Années Trente.
Le fils de Lucienne Jonchère, Arnaud Fontani, organise des expositions en l’honneur d’Évariste Jonchère, et a créé l’Association des amis d’Évariste Jonchère avec son père Roberto Fontani.
Le prix Évariste Jonchère est décerné annuellement par la Fondation Taylor à un sculpteur figuratif âgé d'au moins 30 ans.